# 樂安郡
樂安郡（樂，音勒，漢語拼音：Lè），中國古代郡、國名。東漢和帝時置。西漢初年，其地屬齊郡。漢武帝時分齊郡置千乘郡。東漢置千乘國，後改為樂安國，又除為樂安郡。東漢後期，其轄境大致相當於今山東省濱州市東部、淄博市西北部、東營市南部及壽光市一帶。郡治在臨濟縣（縣治在今高青縣東南），隸屬於青州刺史部。

## 建置沿革
漢明帝永平三年（60年），封皇子劉建為千乘王，置千乘國。次年（61年），國除為郡。漢章帝建初四年（79年），封皇子劉伉為千乘王，復置千乘國。漢和帝永元七年（95年），改千乘國為樂安國。漢安帝時改狄縣為臨濟縣。漢順帝永和五年（140年），樂安國領臨濟、千乘、高菀、樂安、博昌、利、壽光七縣及蓼城、益二侯國，有74400戶，424075人。其地大致相當於今山東省高青縣、濱州市濱城區、博興縣、東營市東營區、廣饒縣以及利津縣、沾化縣、桓台縣與壽光市的一部份。漢質帝本初元年（146年），以樂安“土地卑濕，租委鮮薄”，改封樂安王劉鴻為勃海王，國除為樂安郡。漢獻帝建安十八年（213年），丞相曹操置樂陵郡，割樂安郡境內溼沃縣故地予樂陵郡，改名為漯沃縣。
| 縣名     | 縣治所在地                                                     | 始置年代 | 備註                                                       |
| -------- | -------------------------------------------------------------- | -------- | ---------------------------------------------------------- |
| 臨濟縣   | 山東省高青縣高城鎮狄縣故城遺址，位於信家村、陳窯村和西關村之間 |          | 故狄縣。                                                   |
| 千乘縣   | 高青縣唐坊鎮孙家集村南                                         | 秦代     |                                                            |
| 高菀縣   | 鄒平縣長山鎮苑城村北                                           |          |                                                            |
| 樂安縣   | 博興縣縣城                                                     |          |                                                            |
| 博昌縣   | 博興縣湖濱鎮寨郝村省道323南博昌城遺址                          |          |                                                            |
| 蓼城侯國 | 利津縣西南                                                     |          |                                                            |
| 利縣     | 博興縣店子鎮利城村東南利縣城遺址                               |          | 由齊郡來屬。                                               |
| 益侯國   | 壽光市圣城街道益城村                                           |          | 北海敬王子侯國。                                           |
| 壽光縣   | 壽光縣東北                                                     |          | 先是北海敬王子侯國。不久縣侯劉普封北海王，壽光侯國除為縣。 |

三國魏時，樂安郡移治高苑縣。西晉置樂安國，廣饒縣還入齊郡。南朝宋移治千乘縣（今廣饒縣北）。北魏、北齊置樂安郡。隋初郡廢，其地入齊郡、北海郡。唐朝天宝元年（742年）改棣州为樂安郡，下辖厌次县（今山东省惠民县辛店乡先棣州村）、滳河县（今山东省商河县）、阳信县（今山东省无棣县无棣镇）、渤海县（今山东省利津县丁家坊，746年改治今山东省滨州市滨城区）、蒲台县（今山东省滨州市滨城区蒲城街道），乾元元年（758年）复为棣州。
唐朝乐安郡太守
- 窦诫盈（天宝初年）
- 薛郑宾（天宝年间）
- 裴遂（756年）
- 郑毓（至德初年）
- 臧瑜（757年）